# Венгловская, Ванда Сергеевна
Ванда Сергеевна Венгловская (род. 26 мая 1950) — советская деятельница производства, новатор, ткачиха Житомирского льнокомбината. Народный депутат СССР в 1989—1991 г от Житомирского национально-территориального избирательного округа № 44 Украинской ССР. Член Комиссии Совета Национальностей по национальной политике и межнациональным отношениям. Член Ревизионной Комиссии КПУ в 1986—1990 г.

## Биография
Образование среднее.
В 1970—1980-х гг. — ткачиха Житомирского льнокомбината имени 60-летия Великой Октябрьской социалистической революции Житомирской области.
Член КПСС. Новатор производства, выполняла по два-три пятилетних плана.
Затем — руководитель общества с ограниченной ответственностью «Арго» в городе Житомире; руководитель общества с ограниченной ответственностью «Группа Атлант» в городе Москве.

## Награды
- орден Трудовой славы III ст.
- ордена
- медали
- лауреат премии имени Ленинского комсомола